# Motul
Motul Mexikó Yucatán államának északi részén fekvő község Litoral Centro régióban. Lakossága 2010-ben kb. 34 000 fő volt, a községközpontban, Motul de Carrillo Puertóban 23 000-en éltek, emellett még 48 kisebb település tartozik a község területéhez.

## Fekvése
A Yucatán-félsziget északi részén fekvő község területe teljesen sík, az egész mindössze néhány méterrel fekszik a tenger szintje felett. A község alakja igen bonyolult, nyúlványos, egy nagyon rövid szakaszon a tengerrel is érintkezik, itt kákás vidékek és mangroveerdők is megjelennek, a többi részén viszont a talaj mészköves, nagyrészt mezőgazdasági művelésre alkalmatlan. A terület döntő részét őserdő borítja.
Folyóvizei nincsenek, a felszín alatti vizek viszont érdekes karsztképződményeket hoztak létre néhány helyen, ilyen például a Sambulá nevű cenote a községközpontban.

## Élővilág
Az őserdő fáin kívül legjellemzőbb növényfajai a pucté, a Cameraria latifolia nevű, Plumerieae nemzetségcsoportba tartozó virág, a Leucopremna mexicana nevű fa, a pipacs és a ceiba.
Állatai közül említésre érdemesek a mókusok, nyulak, mosómedvék, oposszumfélék és hörcsögök.

## Népesség
A község lakóinak száma a közelmúltban folyamatosan növekedett, a változásokat szemlélteti az alábbi táblázat:
| Év   | Lakosság |
| ---- | -------- |
| 1990 | 26 708   |
| 1995 | 27 755   |
| 2000 | 29 485   |
| 2005 | 31 547   |
| 2010 | 33 978   |

## Települései
A községben 2010-ben 49 lakott helyet tartottak nyilván, de nagy részük igen kicsi: 24 településen 10-nél is kevesebben éltek. A jelentősebb helységek:
| Település                                | Lakosság (2010) |
| ---------------------------------------- | --------------- |
| Motul de Carrillo Puerto (községközpont) | 23 240          |
| Kiní                                     | 1581            |
| Ucí                                      | 1224            |
| Kaxatah                                  | 982             |
| Timul                                    | 943             |
| Tanyá                                    | 879             |
| San Pedro Chacabal                       | 765             |
| Sacapuc                                  | 690             |
| Mesatunich                               | 600             |
| Kopté                                    | 556             |
| Kancabal                                 | 552             |
| Kancabchén                               | 372             |
| San José Hili                            | 301             |
| Dzununcán                                | 244             |
| Santa Cruz Pachón                        | 231             |